# Irina Davydova
Pour les articles homonymes, voir Davydov.
Irina Davydova (née le 27 mai 1988 à Aleksandrov) est une athlète russe, spécialiste du 400 mètres haies.

## Biographie
En 2011, elle décroche la médaille d'argent du 400 m haies des Universiades d'été, à Shenzhen en Chine, dans le temps de 55 s 50, derrière l'Ukrainienne Hanna Yaroshchuk.
Elle participe aux Championnats du monde en salle 2012 d'Istanbul où elle s'incline en demi-finale du 400 m dans le temps de 53 s 02. Fin mai, à Sotchi, Irina Davydova établit la meilleure performance mondiale de l'année sur 400 mètres haies en 53 s 87, améliorant de près d'une seconde et demie son record personnel. Figurant parmi les favorites au podium lors des Championnats d'Europe disputés fin juin à Helsinki, Irina Davydova remporte la médaille d'or du 400 m haies en 53 s 77, signant une nouvelle fois la meilleure performance mondiale de l'année. Elle devance la Tchèque Denisa Rosolová et l'ukrainienne Anna Yaroshchuk.
Quelques années plus tard, la Russe est convaincue de dopage et voit tous ses résultats annulés à partir de juin 2012, y compris son titre européen sur 400 m haies.

## Palmarès

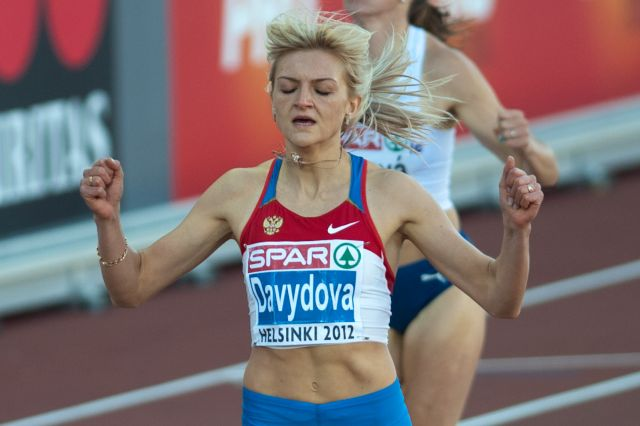
Irina Davydova lors des Championnats d'Europe 2012

| Date | Compétition                       | Lieu      | Résultat | Épreuve     |
| ---- | --------------------------------- | --------- | -------- | ----------- |
| 2011 | Universiade d'été                 | Shenzhen  | 2e       | 400 m haies |
| 2012 | Championnats d'Europe             | Helsinki  | DQ       | 400 m haies |
| 2013 | Universiade                       | Kazan     | DQ       | 400 m haies |
| 2014 | Championnats d'Europe par équipes | Brunswick | DQ       | 400 m haies |
| 2014 | Championnats d'Europe             | Zurich    | DQ       | 400 m haies |

### Records
| Épreuve     | Performance | Lieu   | Date        |
| ----------- | ----------- | ------ | ----------- |
| 400 m haies | 53 s 87     | Sotchi | 27 mai 2012 |